# Journal officiel de Galice
Le Journal officiel de Galice (DOG ; galicien : Diario Oficial de Galicia) est le journal officiel de la Communauté autonome de Galice, (Espagne) où sont publiés officiellement les règlements juridiques et autres actes de l'administration et du gouvernement galiciens afin qu'ils aient les effets juridiques correspondants. 

## Histoire
Le Journal officiel de Galice est né avec le soutien de l'administration autonome, où il a été publié pour la première fois le 1er décembre 1978. En mai 2011, le DOG a cessé d'être publié en version papier et est désormais publié uniquement en version numérique,,.
Actuellement, il est possible de consulter sa publication en portugais, en castillan et en galicien.